# Bothynus deiphobus
Bothynus deiphobus är en skalbaggsart som beskrevs av Hermann Burmeister 1847. Bothynus deiphobus ingår i släktet Bothynus och familjen Dynastidae. Inga underarter finns listade.